# Katrine Veje
Katrine Veje (Fredericia, 1991. június 19. –) Európa-bajnoki ezüstérmes dán női válogatott labdarúgó, az FC Rosengård középpályása.

## Pályafutása
2007-ben az Év fiatal játékosának választotta a Dán labdarúgó-szövetség.

### Klubcsapatban
2015-ben az NWSL-ben érdekelt Seattle Reign együtteséhez igazolt. Csapatával megnyerte a bajnokság alapszakaszát (NWSL Shield), azonban a rájátszás döntőjében vereséget szenvedtek a Kansas City gárdájától.
Az észak-amerikai bajnokság befejeztével visszatért hazájába és korábbi csapatához, a Brøndbyhez kötelezte el magát. 2017-ben a bajnokságot és az országos kupát is abszolválta együttesével.
Sikerei ellenére elfogadta a Montpellier ajánlatát és kétéves szerződést írt alá az előző évben francia ezüstérmet szerzett klubbal.
Bár a bajnokságban 2018-ban és 2019-ben is a harmadik helyen végeztek, Veje számára egyre távolabbinak tűnt a nemzetközi kupaporond és fél évvel szerződése lejárta előtt közös megegyezéssel távozott Angliába az Arsenal keretéhez.
Korábbi klubja a svéd Rosengård 2020. június 12-én jelentette be Katrine csatlakozását a keretéhez.
2022. augusztusában kétéves szerződést kötött az Everton csapatával.

### A válogatottban
2009. július 22-én az Anglia elleni barátságos találkozón mutatkozott be a válogatottban. Részt vett a 2013-as és a 2017-es Európa-bajnokságon, ahol ezüstérmet szerzett Dániával.

## Statisztikái
| Sorozat                  | Dátum      | Helyszín                                 | Ellenfél         | Gól | Eredmény | Forrás |
| ------------------------ | ---------- | ---------------------------------------- | ---------------- | --- | -------- | ------ |
| 2011-es vb-selejtező     | 2009–09–23 | Athén                                    | Görögország      | 1   | 0–6      | [ 10 ] |
| 2011-es vb-selejtező     | 2009–10–24 | Vejle Stadion, Vejle                     | Grúzia           | 2   | 15–0     | [ 11 ] |
| 2013-as Eb-selejtező     | 2012–04–04 | Doosan Arena, Plzeň                      | Csehország       | 1   | 0–2      | [ 12 ] |
| Barátságos mérkőzés      | 2013–04–08 | CASA Arena, Horsens                      | Oroszország      | 1   | 5–1      | [ 13 ] |
| 2014-es Algarve-kupa     | 2014–03–10 | Albufeira                                | Egyesült Államok | 1   | 5–3      | [ 14 ] |
| 2017-es Algarve-kupa     | 2017–03–03 | Estádio Municipal da Bela Vista, Parchal | Portugália       | 1   | 6–0      | [ 15 ] |
| Barátságos mérkőzés      | 2017–07–06 | Wiener Neustädter Stadion, Bécsújhely    | Ausztria         | 1   | 2–4      | [ 16 ] |
| 2017-es Európa-bajnokság | 2017–07–24 | De Adelaarshorst, Deventer               | Norvégia         | 1   | 1–0      | [ 17 ] |

## Sikerei, díjai

### Klubcsapatokban
Svéd bajnok (2):
- LdB FC Malmö (2): 2011, 2013

 Svéd szuperkupa győztes (2):
- LdB FC Malmö (2): 2011, 2012

 NWSL Shield győztes (1):
- Seattle Reign (1): 2015

 Dán bajnok (2):
- Brøndby IF (2): 2014-15, 2016-17

 Dán kupagyőztes (2):
- Brøndby IF (2): 2014-15, 2016-17

### A válogatottban
Dánia
- Európa-bajnoki ezüstérmes: 2017

### Egyéni
Az év tehetsége (1): 
- 2007